# Bhubal
Bhubal (nep. भूबल) – gaun wikas samiti we wschodniej części Nepalu w strefie Kośi w dystrykcie Bhojpur. Według nepalskiego spisu powszechnego z 2001 roku liczył on 386 gospodarstw domowych i 2150 mieszkańców (1096 kobiet i 1054 mężczyzn).